# 아폴로니아의 디오게네스
아폴로니아의 디오게네스(Διογένης ο Απολλωνιάτης, 기원전 460년경)은 고대 그리스의 철학자이다. 밀레토스 식민지 트라키아의 아폴로니아 출신이다. 밀레토스 학파에 속하여 엠페도클레스 등의 이원론에 반대하여, 물활론적 일원론을 주장하였다. 공기를 만물의 근원이라 하였으며, 특히 합목적 운동을 주장하여 '목적론의 창시자'로 불린다. 대표적인 저작으로는 〈소피스트에 반대하여〉와 〈인간의 본성〉과 같은 논문이 속해있었다고 전해지는 《자연에 관하여》가 있다.